# スーホの白い馬
『スーホの白い馬』（スーホのしろいうま）は、モンゴルの民族楽器であるモリンホール（馬頭琴）の由来にまつわる物語で、日本では絵本として知られる。

## 概要
日本での初発行は、福音館書店が発行する月刊絵本『こどものとも』1961年10月号の『スーホのしろいうま』（訳：大塚勇三、絵：赤羽末吉）である。1967年に大判の単独絵本として再刊され、1968年にサンケイ児童出版文化賞と厚生省児童福祉文化奨励賞を受賞した。
光村図書出版の小学校国語教科書「こくご 二・下」に長年に掲載されているため、日本では広く知られている。2005年版の「スーホの白い馬」からは李立祥が挿絵を手がけている。
原典は中華人民共和国で作られた『馬頭琴』という作品で、作中の設定や描写については、現実のモンゴルの習俗とは異なる点があるという指摘がなされている（詳細後述）。なお、馬頭琴とは、モンゴルの伝統的な弦楽器のことである。

## 内容
ある日、遊牧民の少年スーホは帰り道で倒れてもがいていた白い子馬を拾い、その子馬を大切に育てる。それから数年後、殿様が自分の娘の結婚相手を探すため競馬大会を開く。スーホは立派に成長した白い馬に乗り、見事競馬大会で優勝する。しかし、殿様は貧しいスーホを娘とは結婚させず、スーホに銀貨を3枚渡し、さらには白い馬を自分に渡すよう命令する。スーホはその命令を拒否し、殿様の家来たちに暴行され白い馬を奪われる。命からがら家へ辿り着いたものの、白い馬を奪われた悲しみは消えなかった。
その頃、白い馬は殿様が宴会をしている隙を突いて逃げ出したが、逃げ出した際に殿様の家来たちが放った矢で体中を射られていたため、スーホの元に戻った時には瀕死の状態であった。看病むなしく白い馬は次の日に死んでしまう。スーホは悲しみのあまり幾晩も眠れずにいたが、ある晩ようやく眠りにつき、夢の中で白馬をみる。白馬は自分の死体を使って楽器を作るようにスーホに言い残した。そうして出来たのがモリンホールである。

## 日本で知られるようになった経緯
福音館書店編集長の松居直はアジアの昔話を子供に紹介するために同社の『母の友』に中国民話の翻訳を掲載していた大塚勇三に依頼してモンゴル民話を中国語から訳してもらい、大塚が見つけ出したのが馬頭琴の話だった。大塚による絵本には出典は示されておらず、2012年にミンガド・ボラグが大塚に取材した際にはそれについて彼はほとんど記憶になく、薄くはない普通の本だったとの証言から1958年に中国科学院文学研究所が出版した中国各民族民間文学業刊第一集『中国民間故事選』の「馬頭琴」が典拠だとみられる。また大塚と同じ雑誌で翻訳をしていた君島久子は『中国民間故事選』から民話を翻訳しているため本作も同じ典拠である可能性が高い。
日本語で初めて紹介された馬頭琴伝説は北京で発行された日本語雑誌『人民中国』1959年1月号だが、同誌は広く読まれた媒体ではなく、そのときの題名は『民話 馬頭琴の話』であり、主人公の名前が「スヘ」、馬頭琴を中国語読みの「マートウチン」と書かれているため、大塚が同誌を典拠としたとは考え難い。
『こどものとも』に掲載されたときには対象読者のことを考えて馬頭琴は登場していない。光村図書出版の小学校国語教科書「こくご 二・下」の1968年版に「白い馬」の題名で初掲載された。
赤羽末吉は満州国に住んでいた頃、仕事の関係で内モンゴルへ行き、暗雲、晴天、スコールといった天気の変化を一望できる雄大なスケールの草原に感銘を受け、いずれ蒙古題材の大作を書きたいと思ってスケッチを描いたり写真を持ち帰り、後年、絵本の仕事を始めると日本の子供に蒙古のことを知ってもらおうと松居に話し、幾度かの思案を経て大塚の馬頭琴の物語の原稿ができた。それを反映してか、『スーホの白い馬』には典拠にはないモンゴル草原の広大さが描かれている。

## 舞台のモデルとなったとされる場所
『スーホの白い馬』で競走が行われた町の背景として描かれているのは貝子廟とその後ろにあるデルデニ丘であるとみられ、赤羽が同地に滞在していたときにスケッチしたと考えられる。

## 中国語版『馬頭琴』が制作された理由
中国語版『馬頭琴』は塞野が1951年にチャハル盟(現在のシリンゴル盟）ドロンノールの多倫完全小学校に教師として勤めているときに同地の寺院で行事があり、60歳くらいの男性が歌っていたのがその物語で、興味深く感じた塞野は上演後にその男性から内容を教えてもらった。それを整理したもので、「整理」との言葉から書籍で発表されたものはオリジナルではなく、塞野による創作が含まれる。そのため大塚による『スーホの白い馬』は再再創作で、彼や赤羽、出版社などはそれを知らずに発表したことになる。
塞野は張北師範学校時代から新聞などにエッセイや教育に関する寄稿をしており、1954年の夏に『内蒙古日報』の副刊編集者と知り合い、仲を深め、同年末か翌1955年始めに『馬頭琴』の話を整理、作品にして同誌に投稿、編集部で修正が行われて掲載、すぐに話題となり1955年末から半年間、幾度か中央人民ラジオでも放送され、それをきっかけに中国全土へと広まった。
作中ではスーホが貧しい羊飼い、無産階級だと強調され、殿様はスーホを下に見て、彼の馬を奪って殺すという搾取階級の悪人で、2つの階級を対立させることで殿様のような搾取階級は悪で絶対に倒さなければならない存在だとの思想に基づくもとであると考えられる。
中国共産党が1946年から行った土地改革、牧畜改革により支配階級を排除しようとしたが、遊牧民たちは政治には無関心で宣伝にあまり反応を示さなかったため、モンゴル民族のよく知る民話などを利用して共産主義のプロパガンダをし、そのような背景がある中で登場した『馬頭琴』は内モンゴルにも支配者がいればスーホのような貧しい人もいる階級が存在するという社会主義思想に基づいて制作された。
『馬頭琴』の主人公は「蘇和」と表記されモンゴル語の「スホ」に漢字に当てたもので「スーホ」は中国語読みだが、「スホ」は槌を意味し、共産主義のシンボル鎌と槌を連想させ、無産階級であることを暗示している。
以上からして『馬頭琴』は単純な主人公と馬の絆の物語ではなく勧善懲悪を基調に無産階級のスーホが善、有産階級の殿様を悪とした特定の時代、社会、政治思想により作り出された作品である。
2018年にミンガド・ボラグが塞野に取材した際、彼は中国語版『馬頭琴』が『スーホの白い馬』として日本など世界へ広まっていたことは知らず、そのこと聞かされて喜んだ。

## 物語の暗喩
狼に襲われる恐れがありながら暗くなるまで放牧していたときに生まれたばかりの子馬を見つけたのは、無産階級のスーホが小さな希望を見つけたことを、暗い草原は暗い社会を、子馬が狼に襲われないように抱えて帰ったのは希望の光を悪人に奪われないように守ったことを意味している。また、狼は悪人のこと、馬が成長して競走大会に出場できるようになったのは、無産階級のスーホの小さいながらも夢が叶うようになったことを意味する。
奪った者が白い馬に跨るも振り落とされたのは、白馬は清らかさの象徴で、建国当初の中国では無産階級も清らかで善だと賞賛されて、殿様のような支配者や牧場主は醜い悪とされたから。馬が殺されてしまうことで、無産階級が手に入れた希望の光が支配者に奪われてしまうが、スーホの夢の中に現れたその白い馬が馬頭琴の作り方を教え、彼の作った馬頭琴が草原に響き渡ることで新たな夢と希望が生まれた。
その地域最大の権力者である者が王宮以外で競走大会を開くとは考え難いが、かつての中国では支配者や富裕層だけでなく上級僧侶も糾弾されていたため、『馬頭琴』でラマ廟で大会が開かれたのは僧侶も搾取階級だとする意味があり、実際にラマ廟では住民の寄進で大家畜群所有者となり、搾取ともいえた。ただそれによって零細牧民を潤していた。
塞野はこれらの見方をするミンガド・ボラグを概ね肯定し、マクシム・ゴーリキーの『海燕の歌』で嵐の直前に雷と雲がありながらも誇らしく飛ぶ海燕の様からプロレタリア革命が起こることを予言していたといわれるようにロシア文学の影響があったのである。

## モンゴル民族に伝わる馬頭琴伝説
中国語版『馬頭琴』のもとになったとみられる民話はモンゴルの『白い馬の伝説』『馬頭琴の伝説』と呼ばれるもので地域によって題名は違うが、内容はほとんど同じである。そこではモンゴル民族と漢族の文化対立が描かれるが『馬頭琴』にはなく、それは中国共産党の方針の民族団結の精神とは逆なため、削除されたとされる。
モンゴル民族の間では『スーホの白い馬』はほとんど知られておらず、モンゴル国では『スーホの白い馬』は日本人から聞いて初めて知るほど知名度は低くく、馬頭琴伝説としては『フフー・ナジムル』がよく知られている。

## 中国語版『馬頭琴』と『スーホの白い馬』の違い
大塚が典拠としたとみられる『馬頭琴』と大塚の『スーホの白い馬』では舞台となっているのは前者では内モンゴル人や中国人向けであるためかチャハル高原と具体的だが後者では中国北方のモンゴルで、日本人の子供向けにモンゴルのことや馬頭琴という楽器があることを説明、馬の競走が行われるのは前者はラマ廟で後者は町、スーホについて前者は単におばあさんに育てられ、後者はおばあさんと2人で生活しているとやや変えられ、スーホの家が飼っている羊は前者は遊牧民にとっては少ない20匹ほどと明示され、後者は典拠を意訳して貧しい羊飼いになっている。スーホの年齢は前者が17歳、後者が少年。
『スーホの白い馬』は小学2年生の教科書にも掲載されていることで説明文を入れるなどわかりやすい文章になっており、伏線も入れられている。また、馬頭琴の製作に使う材料について『スーホの白い馬』では典拠にはない馬の皮と毛が付け加えられたのは満州生まれの大塚が知っていたことであるとみられる。
物語の結末は前者はスーホが馬頭琴を弾く度に殿様への憎しみを感じているが、後者では馬頭琴をいつも持ち歩き、それを弾く度に馬を殺された悔しさ、ともに草原を駆け回った楽しい思い出を浮かべている。
大塚が紹介した本作は時期によって作、訳、再話とクレジットに違いがみられるが典拠との違いはあれど物語の流れなどは同じであるため再話や作というより中国語版『馬頭琴』を翻訳した上で『スーホの白い馬』を作ったのだとミンガド・ボラグはみている。

## 現実との違い
上記の通り、モンゴルの民話を題材にしているが、外国人の作者が脚色した部分も多く、実際のモンゴルの生活や文化の観点から不自然な部分も多い。
- スーホは羊を暗くなるまで草原で放牧しているが、実際にはオオカミに襲われる危険があるため、日が暮れる前に連れて帰る[40]。
- 馬が羊を守るためにオオカミと戦うことは珍しい。羊を守るのは猟犬や番犬の役割である。なお、馬の群れがオオカミに襲われると、子馬は円になり、オス馬が立ち向かうことがある。作中の描写は、馬の賢さやスーホと馬の強い結びつきを強調するための脚色と思われる[41]。
- 馬の競走で一等になった者を殿様の娘と結婚させることになっているが、モンゴルでは女性の地位は低くなく、女性を賭けて勝負する遊戯はない[42]。
- 成人男性で馬に乗るのは小柄で痩せた人であり、殿様の娘婿としては不自然である。西洋の童話に登場する白馬の王子様のようなイメージによるものと思われる[43]。
- 『馬頭琴』では春に競走が行われている。実際には夏に行われる[43]。

- 馬は弓に射抜かれて死ぬが、モンゴルでは動物をむやみに殺してはいけないという習慣がチンギス・ハーンの時代からある。殿様がどれだけ悪人であっても殺すことは考えられず、文化の違う中国向けにわかりやすくしたものとみられる[44]。また、モンゴルの遊牧民は馬の扱いに慣れており、よほどの暴れ馬でもなければ捕まえ、乗りこなすことができる。本作のような描写について、ミンガド・ボラグが取材した内モンゴルのある作家はそれを知ってモンゴル文化の侮辱だと批判している[45]。

- スーホは馬に刺さった矢を抜き、血が傷口から吹き出すが、現実では羊毛を燃やして傷口を焼いて止血し、化膿も防ぐ[46]。これは常識的な治療法であり、ミンガド・ボラグはこれらからしてモンゴル文化の知識に乏しい人による作品であることがわかるとする[46]。

- 『馬頭琴』では競争の主催者は「王爺」となっている[47]。チャハルにはそれに相当する世襲制王爵のような王、王爵はない。ミンガド・ボラグは同作最大のミスで、現地で伝承されている民話として成立しないと指摘している[48]。

以上のように指摘されている様々な矛盾点は塞野が『内蒙古日報』に投稿した際に編集部内で行われた修正により生じたものであると考えられる。
『スーホの白い馬』がモンゴルで知られていないのは元になった中国語版『馬頭琴』が社会主義的考えから中国人作家によって書き足され、モンゴル文化に反する場面が多いからであるとみられる。
ただし、ミンガド・ボラグは、「『スーホの白い馬』が、世界中の子供たちの心に響く一冊であることに違いはない」という評価も記し、新聞への寄稿文では「日蒙（にちもう）の大切な絆であり続けてきたのが『スーホの白い馬』なのである」「モンゴルの人間である私の心に郷愁を覚えさせる」としている。

## 絵本の制作経緯
1961年に『かさじぞう』（福音館書店）で絵本画家としてデビューした赤羽末吉は、その制作前後に第二作の題材について福音館書店の松居直に問われ、「蒙古ものがかきたい」と答えた。資料の問題により大塚の『スーホの白い馬』の原稿を見るまで時間がかかった。ミンガド・ボラグはこれを理由に『スーホの白い馬』の生みの親は大塚でも松居でもなく赤羽であるとしている。赤羽は戦前戦中に満州国に居住し、1943年には満州国政府が計画した「チンギス・ハーン廟」の壁画制作を依頼され、取材として他の5人のメンバーとともに約1か月間内モンゴルを訪問して写真やスケッチを残していた。
1961年、『こどものとも』の穴埋め原稿として大塚による『スーホの白い馬』を示されて1か月で制作する。同年10月の『こどものとも』67号に掲載された。制作期間の短さに加え、印刷では赤羽の思った色調が出なかったことから、赤羽自身は不満の残る出来であったという。しかし、読者からは再版の希望が複数寄せられた。1964年に表紙を描き足して刊行することがいったん決まり、赤羽も表紙絵を描いたものの、結局その時点では刊行には至らなかった。この経緯について赤羽自身は生前「（『こどものとも』に掲載した）原画が印刷所の火災で焼失したから」としていたが、実際には本作の原画は焼けていなかった（焼けたのは『かさじぞう』）。赤羽はこの誤解に基づいて、横開きの大判絵本で描き直す提案をし、松居はそれを受け入れた。松居も紙も印刷も赤羽の絵本を活かし切れず満足な出来ではないと考えていた。横開きの大判絵本という判型には、社内の営業部から「それでは書店が置いてくれない」と反対する意見があったが、松居は「子どもたちのために絵本を作る」と説得したという。
1965年の赤羽の手帳には、本作の創作メモが残されている。実際の作画に取りかかったのは1966年で、改稿された絵本が刊行されたのは1967年10月だった。

## 関連作品
馬頭琴奏者である李波が作曲した『スーホの白い馬』という楽曲がある。
1997年にNHK『みんなのうた』で放送された曲「わたしのふるさと」（歌：ソロンゴ）で流れる一部の映像には、スーホの白い馬の挿絵が使われている。